# Steven Berghuis
Steven Berghuis (Apeldoorn, 1991. december 19. –) holland válogatott labdarúgó, az Ajax játékosa.

## Pályafutása

### Klubcsapatokban
A Vitesse/AGOVV, a WSV Apeldoorn és a Go Ahead Eagles, valamint a Twente korosztályos csapataiban nevelkedett. 2010 júniusában aláírta első szakmai szerződését a Twente csapatával, amely 2012 nyaráig szólt. 2011. január 19-én mutatkozott be a bajnokságban a Heracles Almelo ellen. 2012. január 20-án kölcsönbe került a szezon további részére a VVV-Venlo együtteséhez. Két nappal később debütált a Feyenoord elleni bajnoki találkozón. Február 18-án első gólját is megszerezte a De Graafschap ellen.
2012. június 20-án az Alkmaar csapatába szerződött 2017 nyaráig. 2015. július 27-én 4,6 millió fontos átigazolási díjért igazolt az angol Watford csapatába. 2017. július 31-én négy éves szerződést kötött a Feyenoord klubjával. 2021. július 16-án az Ajax csapatába szerződött 2025 nyaráig.

### A válogatottban
Részt vett a 2010-es U19-es labdarúgó-Európa-bajnokságon.
2015 májusában kapott először meghívót a felnőtt válogatottba. A júniusi Amerikai Egyesült Államok és Lettország elleni mérkőzéseken csak a kispadon kapott lehetőséget. 2016. május 27-én mutatkozott be Írország ellen. 2021. március 27-én megszerezte első felnőtt válogatott gólját Lettország ellen. Május 26-án bekerült a 2020-as labdarúgó-Európa-bajnokságra utazó keretbe.

## Statisztikái

### A válogatottban
2021. június 27-én frissítve.
| Nemzet    | Év       | Mérkőzés | Gól |
| --------- | -------- | -------- | --- |
| Hollandia | 2015     | 0        | 0   |
| Hollandia | 2016     | 6        | 0   |
| Hollandia | 2017     | 5        | 0   |
| Hollandia | 2018     | 3        | 0   |
| Hollandia | 2019     | 2        | 0   |
| Hollandia | 2020     | 5        | 0   |
| Hollandia | 2021     | 7        | 2   |
| Összesen  | Összesen | 28       | 2   |

### Góljai a válogatottban
|   | Időpont           | Helyszín                                   | Ellenfél   | Gólok | Eredmény | Kiírás                                     |
| - | ----------------- | ------------------------------------------ | ---------- | ----- | -------- | ------------------------------------------ |
| 1 | 2021. március 27. | Johan Cruijff Arena, Amszterdam, Hollandia | Lettország | 1–0   | 2–0      | 2022-es labdarúgó-világbajnokság-selejtező |
| 2 | 2021. március 30. | Victoria Stadion, Gibraltár                | Gibraltár  | 1–0   | 7–0      | 2022-es labdarúgó-világbajnokság-selejtező |

## Sikerei, díjai

### Klub
- AZ Alkmaar
  - Holland kupa: 2012–13[20]
- Feyenoord
  - Eredivisie: 2016–17
  - Holland kupa: 2017–18[21]
  - Johan Cruyff Shield: 2017,[22] 2018[23]

### Egyéni
- Az Eredivisie – Hónap játékosa: 2017 szeptember, 2017 december
- Az Eredivisie szezon Álomcsapatának tagja: 2017–18
- Az Eredivisie gólkirálya: 2019–20[24]